# E-Business

Teilbereiche des E-Business

E-Business (laut Duden), auch eBusiness (in internationalen Texten), ist laut einer Definition aus dem Jahr 2004 die integrierte Ausführung aller automatisierbaren Geschäftsprozesse eines Unternehmens mit Hilfe von Informations- und Kommunikationstechnik (IuK). Die Bezeichnung eBusiness ist mit Ausnahme geschützter Zusammensetzungen frei verwendbar.

## Begriffsbestimmung
Der Begriff eBusiness hat sich zum Gattungsbegriff entwickelt, der in einer Vielzahl von Marken verwendet wird. Er wird unterschiedlich weit ausgelegt und oft missverständlich verwendet.
IBM hatte den Begriff in den 1990er Jahren durch Werbekampagnen, die sich mit computergestützten Verfahren zur Automatisierung von Handelsprozessen befassten, populär gemacht und dort die Schreibweise „eBusiness“ benutzt. Am 7. Oktober 1997 veröffentlichte das US-amerikanische IT- und Beratungsunternehmen einen achtseitigen Aufsatz im Wallstreet Journal. Darin sollte eBusiness als Leitbegriff dafür dienen, wie sich Unternehmenssysteme durch das Internet in Zukunft grundlegend ändern würden. IBM definiert den Begriff als „Neugestaltung strategischer Unternehmensprozesse und die Bewältigung der Herausforderungen eines neuen Marktes, der sich zunehmend durch Globalisierung auszeichnet und auf Wissen basiert.“ Die strategischen Unternehmensprozesse schließen die gesamte Wertschöpfungskette und die Beziehungen eines Unternehmens mit dessen Partnern ein. Diese Begriffsdefinition von E-Business lässt eine Konkretisierung der „Neugestaltung“ offen und ebenso, mit welchen Mitteln E-Business realisiert werden soll, wobei der Begriff selbst eine Umsetzung durch elektronische Datenverarbeitung suggeriert.
Weiterhin definiert Thome eBusiness als „integrierte Ausführung aller digitalisierbaren Bestandteile ökonomischer Prozesse“. Diese Definition konkretisiert die von IBM geforderte Neugestaltung durch die Integrierung der ökonomischen Prozesse. Thome versteht darunter also die medienbruchfreie, computergestützte und automatisierte Verarbeitung von Informationen in ökonomischen Prozessen.
Der Begriff „ökonomischer Prozess“ schließt allerdings volkswirtschaftliche Prozesse mit ein, die laut Thome nicht Betrachtungsgegenstand sind, wenn er definiert, dass damit sämtliche Anstrengungen gemeint sind, bei denen Wirtschaftssubjekte Güter gegen Gegenleistung abtreten.
Aufgrund der zwei wesentlichen Bedeutungen des englischen Substantivs „business“ lassen sich auch zwei Bedeutungen für den Begriff „eBusiness“ ableiten.
Laut der Begriffserklärung von Andreas Meier und Henrik Stormer versteht man unter Electronic Business die Anbahnung, Vereinbarung und Abwicklung von elektronischen Geschäftsprozessen. Damit gemeint ist der Leistungsaustausch mit Hilfe des Internets mit dem Ziel der Wertschöpfung. Als Leistungsanbieter und -nachfrager  sind Unternehmen (Business), öffentliche Institutionen (Administratoren) und Konsumenten (Customer)  möglich. Bedeutend ist letztendlich, dass durch die elektronische Geschäftsbeziehung ein Mehrwert geschaffen wird, ob in monetärer oder immaterieller Form.
Dabei können Unternehmen über B2B bzw. B2C Produkte und Dienstleistungen an weitere Unternehmen beziehungsweise Kunden anbieten. Eine weitere Unterkategorie von Austauschbeziehungen wird als eGovernment bezeichnet, bei der es die Möglichkeiten A2A, A2B und A2C gibt. Administration-to-Administration ist die Nutzung von Informations- und Kommunikationstechnologien bei der öffentlichen Hand, um verwaltungsinterne Abläufe zu gestalten. Über A2B und A2C haben Behörden die Möglichkeit, Angebote and Unternehmen bzw. Bürger und Bürgerinnen zu machen.

### Elektronischer Handel
Zum einen bezieht sich eBusiness auf den Bereich Handel, also den Prozess des Kaufens und Verkaufens von Gütern. In diesem Sinne ist der Begriff zu übersetzen als elektronischer Handel. „Ökonomische Prozesse“ bezieht sich auf Markt-Transaktionen. Dies ist auch die Bedeutung der von Thome vorgestellten Definition.

### Elektronisches Unternehmen
Mit eBusiness ist aber auch das Geschäft im Sinne von Unternehmen gemeint, so dass eine Übersetzung auch „Elektronisches Geschäft“ oder „Elektronisches Unternehmen“ lauten kann. „Ökonomische Prozesse“ bezieht sich dann auf die Gesamtheit der Geschäftsprozesse, die auch die vorlaufenden und nachfolgenden Markttransaktionen mit einschließen. Diese Definition folgt der von IBM vorgestellten Idee des eBusiness.

### Integration
Auch die von Thome verwendete Aussage bzgl. „digitalisierbare Bestandteile“ ist ungenau, da sie sich nur auf die Strukturebene der Integration bei der Automatisierung bezieht und die Automatisierung der Verhaltensebene ausschließt. Der Begriff „digitalisierbar“ sollte durch „automatisierbar“ in Bezug auf IuK-Techniken ersetzt werden, da somit die Struktur- und die Verhaltensebene einbezogen werden. Außerdem würde durch den Begriff „automatisierbar“ deutlich, dass die Restriktionen Wirtschaftlichkeit und technische Machbarkeit erfüllt sein müssen, um einen Geschäftsprozess durch eBusiness abbilden zu können.
Demnach bedeutet eBusiness „die integrierte Ausführung aller automatisierbaren Geschäftsprozesse eines Unternehmens mit Hilfe von Informations- und Kommunikationstechnologie.“
Diese Definition zeigt, dass sich eBusiness zum einen auf Transaktionskosten durch die Integration der Geschäftsprozesse und zum anderen auf die Durchlaufzeit bzw. Übertragungskosten durch die Automatisierung auswirkt. Da Integration aber zunächst auf der organisatorischen Seite stattfindet und diese dann mit Hilfe von IuK-Techniken, soweit technisch realisierbar, automatisiert werden kann, ist eine erfolgreiche Durchführung von eBusiness an organisatorische Anpassungen, wie die Prozess-, Aufgaben- und Datenintegration, gebunden. Demnach kann eBusiness die Erfolgspotentiale zwar generieren, aber sie können nur durch die Umstrukturierung organisatorischer Abläufe abgerufen werden.

## Die Umsetzung des eBusiness-Konzeptes
Zur Ausführung aller automatisierbaren Geschäftsprozesse eines Unternehmens bedient man sich zahlreicher Hilfsmittel.

### Ablauforganisation
Elektronische Kollaboration oder E-Collaboration steht für Maßnahmen zur dezentralen computergestützten Zusammenarbeit von zeitlich oder räumlich getrennten Teams und Gruppen. In mehreren Stufen wurden Werkzeuge wie E-Mail, Kalender und in der neuesten Stufe Enterprise Wikis und Blogs eingesetzt, ohne dass eine klare Organisation im Arbeitsablauf erfolgte. So gibt es inzwischen Teams, welche nicht zur gleichen Zeit oder am selben Ort, jedoch an einer gemeinsamen Aufgabe oder an einem Projekt arbeiten. Für eine Ablauforganisation werden verschiedene Optimierungen vorgeschlagen.

#### Minimierung der Arbeit mit Unterlagen in Papierform
- digitaler Posteingang: Die gesamte Eingangspost wird gescannt und in digitaler Form (oft per PDF oder TIF) an die jeweiligen Mitarbeiter und Abteilungen versandt.
- digitaler Postausgang: Post, die in Papierform versandt werden muss, wird von einer zentralen Stelle gedruckt und versandt.

#### Optimierung der Kundenbetreuung
- (Externe) Callcenter werden zur Kundenbetreuung eingesetzt, sodass die Anfragen teilweise schon als elektronisches Memo vorliegen.
- Definierte Kundenanfragen werden automatisch beantwortet.

### Eingesetzte Softwarelösungen
Folgende Softwaresysteme werden u. a. im eBusiness verwendet:
- Dokumentenmanagementsysteme (DMS)
- Groupwaresysteme
- Enterprise Resource Planning (ERP)
- Digital Office Systeme (DOS)
- Produktionsplanungs- und Steuerungssysteme (PPS)
- Workflow-Management-Systeme (WfMS)
- Enterprise-Content-Management-Systeme (ECMS)
- Portale
- Shopsysteme
- Shopping-Apps